# Kontikia ventrolineata
Kontikia ventrolineata är en plattmaskart som först beskrevs av Arthur Dendy 1892.  Kontikia ventrolineata ingår i släktet Kontikia och familjen Geoplanidae. Inga underarter finns listade i Catalogue of Life.

## Bildgalleri

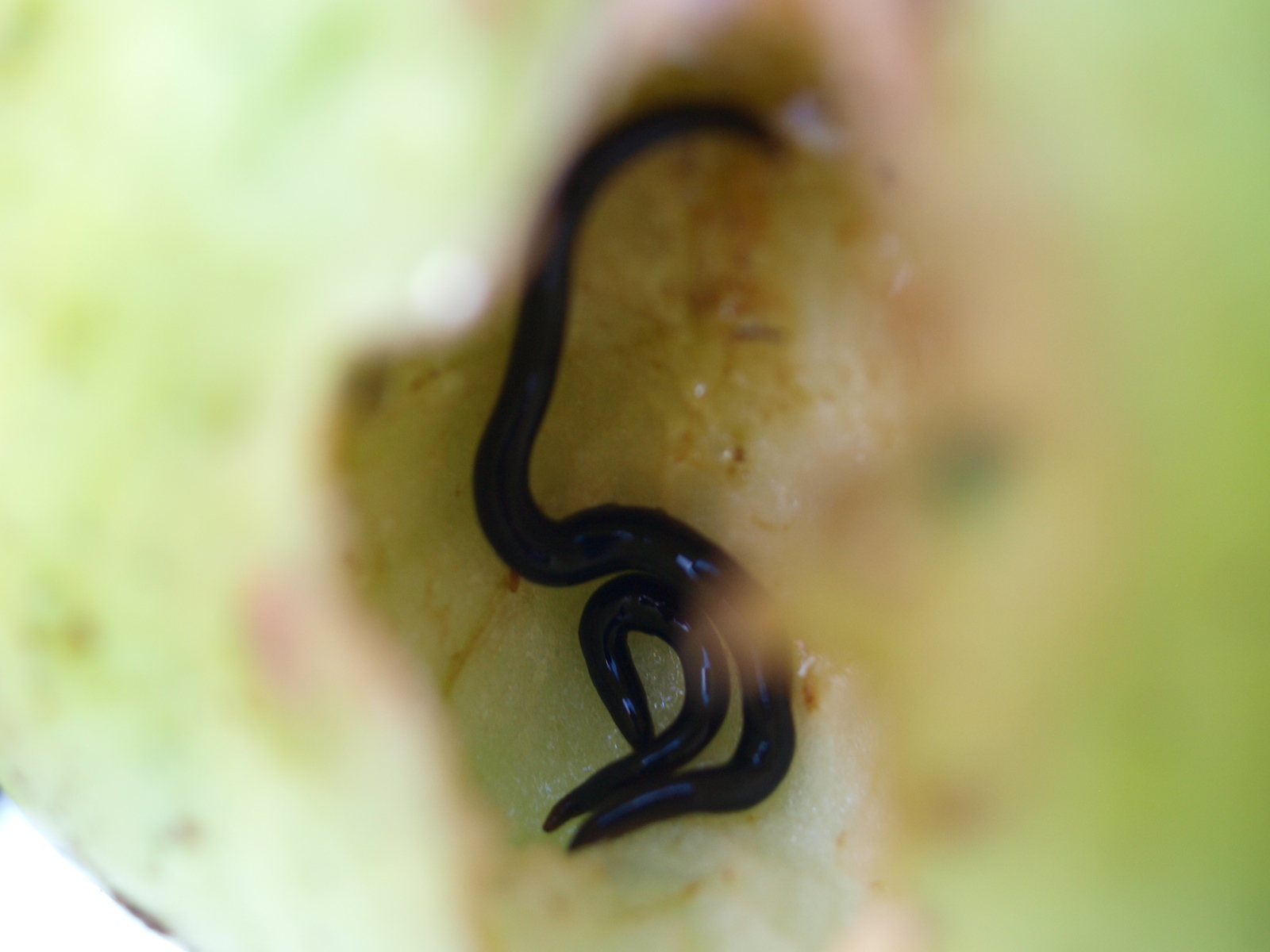
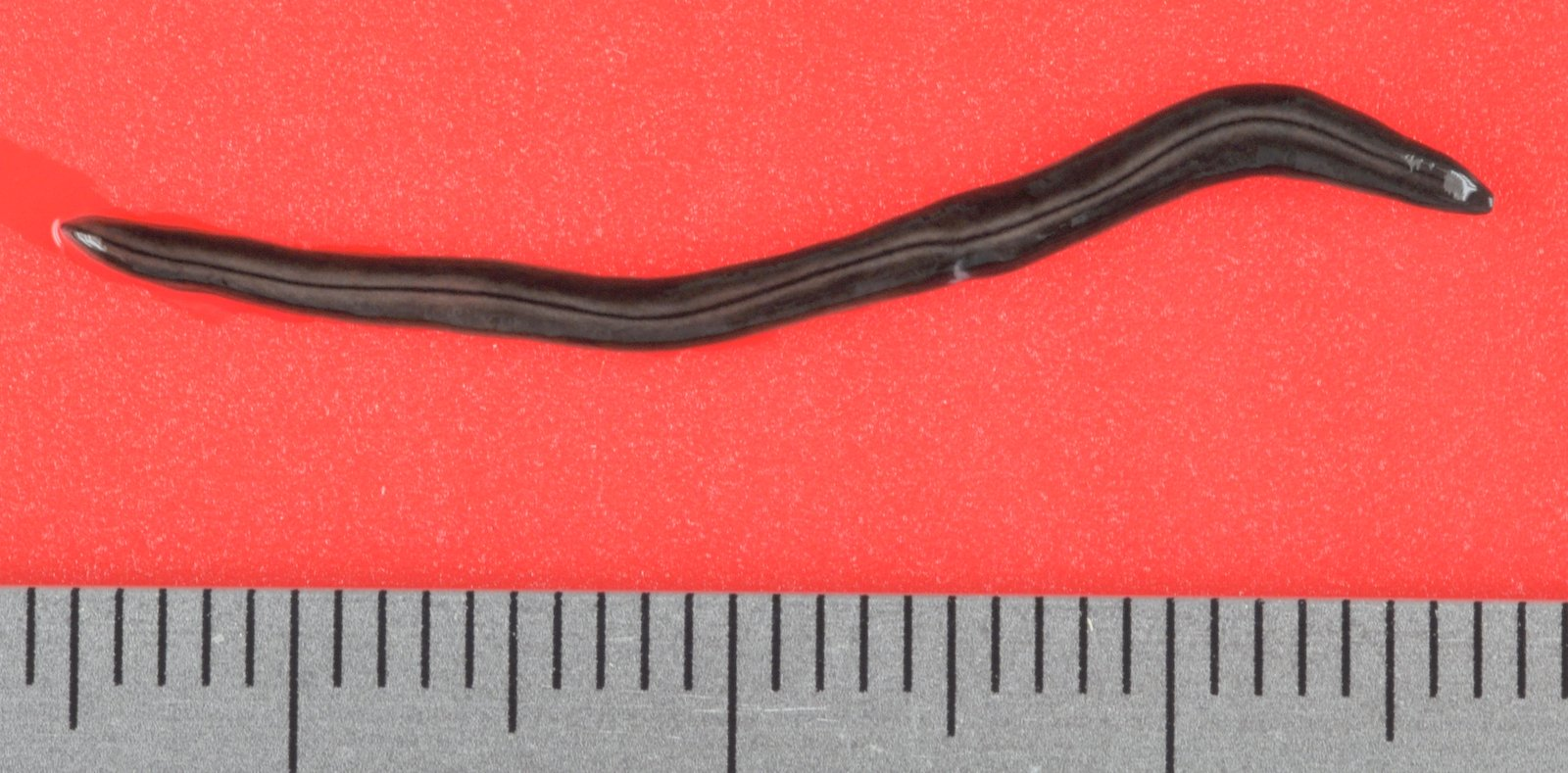